# کورونووو
کورونووو (به لاتین: Koronowo) یک شهرک در لهستان است که در شهرستان بیدگوشچ واقع شده‌است.

## خصوصیات
کورونووو ۲۸٫۱۸ کیلومترمربع مساحت و ۱۱٬۰۲۹ نفر جمعیت دارد.

## خواهرخوانده
شهر Senden خواهرخواندهٔ کورونووو هست.